# 朱朋求
朱朋求（？—？），字道元，浙江紹興府上虞縣人，軍籍，明朝政治人物。

## 生平
嘉靖三十七年（1558年）戊午科浙江鄉試第十名舉人。嘉靖四十一年（1562年）中式壬戌科會試第一百三十九名，三甲第一百一十三名進士。歷官東昌府通判、河間府同知。

## 家族
曾祖朱顥，贈衛經歷；祖父朱蕙，衛經歷 贈工部郎中；父朱袞，知府進階亞中大夫。嫡母鄭氏（封宜人）；生母陳氏。具庆下。